# Giovanni Fabrini
Giovanni Fabrini est un grammairien et humaniste italien de la Renaissance, né en 1516 à Figline Valdarno et mort à Venise vers 1580.

## Biographie
Giovanni Fabrini naquit en 1516 à Figline Valdarno, en Toscane, patrie du célèbre Marsile Ficin. C’est Fabrini qui nous l’apprend dans une réponse qu’il fit à un ami qui l’engageait à retrancher du titre de ses ouvrages ces mots da Fighine qu’il y mettait toujours, et à mettre seulement Fiorentino, pour faire croire qu’il était né à Florence. « Je fais plus de cas, lui répondit-il, du seul Marsile Ficin, qui était de Fighine, que de toute la noblesse de Florence, etc. » Cette lettre est imprimée à la suite de ses Commentaires italiens sur Térence. Il dit en la finissant : « Mon père se nommait Bernard, fils de Julien, fils d’Antoine Fabrini de Fighine : d’où sont-ils venus ? je n’en sais rien. Que celui-là s’en informe qui a moins d’affaires que moi. » Fabrini fut appelé en 1547 à Venise par le Sénat, pour remplir la chaire d’éloquence ; il y professa pendant trente ans avec le plus grand éclat, et obtint ses appointements entiers pour retraite quelques années avant sa mort, qu’on place vers 1580.

## Œuvres
- Traduction italienne des discours latins De institutione reipublicæ de Francesco Patrizi de Sienne, Venise, chez les fils d’Alde, 1545, in-8° ;
- Della interpretazione della Lingua volgare e latina, dove si dichiara con regole generali l’una et l’altra lingua, etc., Rome, 1544 ;
- Teorica della Lingua, dove s’insegna con regole generali ed infallibili a trasmutare tutte le lingue nella lingua latina, Venise, 1565 ;
- il Terentio latino Comentato in Lingua toscana e ridotto a la sua vera latinità, etc., 1548, in-4°. Le Commentaire italien est en marge du texte latin. La construction est faite, chaque phrase est expliquée mot à mot, et cette explication est suivie de quelques notes. Le double but de l’auteur était le texte servît à mieux entendre la langue vulgaire, et que ceux qui ne sauraient que la langue vulgaire pussent, à l’aide du commentaire, apprendre le latin. Le Traité della interpretazione, etc., ci-dessus, n° II, est réimprimé à la fin du Térence.
- L’Opere d’Oratio poeta lirico comentate in lingua volgare toscana, etc., Venise, 1565. L’ordre que l’auteur a suivi et le but qu’il se propose, sont les mêmes que dans le Commentaire précédent ; mais les explications sont plus étendues et mieux développées. Quoiqu’il ne donne à Horace que le titre de poète lyrique, il n’a pas commenté les Odes seulement, mais aussi les Satires, les Épîtres et l’Art poétique.
- L’Opere di Virgilio spiegate e comentate in volgare, etc., Venise, 1597. Fabrini n’est pas le seul auteur de ce dernier commentaire, qui est dans le même genre que les deux autres ; Carlo Malatesta et Filippo Venuti de Cortone, qui professaient alors les belles-lettres à Venise, y mirent aussi la main. Ces trois Commentaires ont été réimprimés plusieurs fois ; les premières éditions sont les plus recherchées, parce qu’elles furent faites sous les yeux de l’auteur.